# Marcus Zegarowski
Marcus Zegarowski (Hamilton, 3 agosto 1998) è un cestista statunitense.

## NBA
Zegarowski vede il suo nome chiamato a metà del secondo giro, quando i Brooklyn Nets lo selezionano con la 49ª scelta assoluta.